# 오미야정 (미에현)
오미야정(大宮町)은 미에현 와타라이군 난세이 지역에 속했던 정이다.
2005년 2월 14일에는 기세이정, 오우치야마촌과 합병해 다이키정아 성립해 오미야정은 폐지되었다.

## 역사
1956년의 오미야정 탄생 당시, 정내를 흐르는 오우치야마 강(미야카와 최대의 지류)과 미야카와로부터 1문자씩 따옴과 동시에, 이세 신궁 벳키하라 궁을 마음의 장소로서 「오미야」라고 명명되었다. 
1956년 9월 30일 - 다키하라정, 나나호촌이 합병해 오미야정이 성립하였다.

## 행정
- 정장 :카시와기 히로후미 (柏木廣文)

## 교통

### 철도
- 도카이 여객철도
  - 기세이 본선

### 도로
- 국도 42호선